# In the Stone
Singles de Earth, Wind and Fire
After the Love Has Gone
(1979) Can't Let Go
(1979)
In the Stone est une chanson du groupe américain Earth, Wind and Fire, parue sur l'album I Am. Elle est sortie en septembre 1979 aux États-Unis et au Canada chez Columbia Records en tant que troisième single de l'album. La chanson est écrite par Allee Willis, Maurice White et David Foster.
La chanson s'est notamment classée à la 23e place du Billboard Hot Soul Singles et la 58e place du Billboard Hot 100 aux États-Unis.

## Accueil critique
Pour Phyl Garland du magazine Stereo Review, « In the Stone est moins imaginatif que la plupart des précédents efforts d'Earth, Wind and Fire, mais l'énergie déployée compense le peu de substance »,. Ace Adams du New York Daily News qualifie In the Stone de la « meilleure chanson de l'album ». Cash Box déclare qu'il s'agit d'un « morceau dansant irrésistible » qui « évolue sur un mélange de percussions entraînantes et d'harmonies tissées de manière complexe ». James Johnson, de l'Evening Standard, déclare que « les connotations cosmiques un peu curieuses de leurs paroles restent présentes sur In the Stone ».

## Liste des titres
| A. | In the Stone | 3:32 |
| B. | You and I    | 2:58 |

| A. | In the Stone | 4:48 |
| B. | Africano     | 3:52 |

## Personnel
- Écriture, composition – Allee Willis, David Foster, Maurice White
- Producteur – Maurice White

Musiciens
- Saxophone – Fred Jackson Jr., Herman Riley, Jerome Richardson
- Saxophone alto, saxophone baryton – Don Myrick
- Saxophone ténor – Andrew Woolfolk, Don Myrick
- Basse – Meyer Rubin, Susan Ranney, Verdine White
- Batterie – Fred White, Maurice White
- Guitare – Al McKay, Johnny Graham, Marlo Henderson, Steve Lukather
- Congas – Philip Bailey
- Claviers – Bill Myers, David Foster, Eddie Del Barrio
- Percussion – Maurice White, Paulinho Da Costa, Philip Bailey, Ralph Johnson
- Piano, synthétiseur – Larry Dunn
- Timpani – Richard Lepore
- Cor d'harmonie - Barbara Korn, Marilyn Robinson, Richard Perissi, Sidney Muldrow
- Trombone – Benjamin Powell, Garnett Brown, George Bohanon, Louis Satterfield, Maurice Spears, William Reichenbach
- Trompette – Bobby Bryant, Elmer Brown Jr., Jerry Hey, Michael Harris, Oscar Brashear, Rahmlee Michael Davis, Steve Madaio
- Alto – Barbara Thomason, Linda Lipsett, Norman Forrest, Renita Koven
- Violons – Barry Socher, Betty Lamagna, Carl LaMagna, David Stockhammer, Haim Shtrum, Harris Goldman, Jack Gootkin, Lya Stern, Marcia Van Dyke, Mary D. Lundquist, Ronald Clark, Ruth Henry, Sheldon Sanov
- Premier violon – Janice Gower
- Violoncelle – Daniel Smith, Jan Kelley, Ronald Cooper
- Harpe – Dorothy Jeanne Ashby
- Chant – Maurice White, Philip Bailey
- Chœurs – Maurice White, Philip Bailey

### Production
- Arrangement des cuivres – Jerry Hey
- Arrangement des cordes – David Foster
- Programmeur – Steve Porcaro
- Ingénieur du son – George Massenburg, Tom Perry
- Ingénieur du mixage – George Massenburg
- Ingénieur assistant – Craig Widby, Ross Pallone[9]

## Classements hebdomadaires
| Classement (1979–80)           | Meilleure position |
| ------------------------------ | ------------------ |
| Australie (Kent Music Report)  | 78                 |
| Canada (Top Singles)           | 76                 |
| États-Unis (Hot 100)           | 58                 |
| États-Unis (Hot Soul Singles)  | 23                 |
| États-Unis (Cash Box Top 100)  | 66                 |
| Nouvelle-Zélande (RMNZ)        | 39                 |
| Royaume-Uni (UK Singles Chart) | 53                 |

## Dans la culture populaire
En France, l'introduction d'In the Stone est utilisée comme thème du générique de Ciné Dimanche sur TF1 entre 1989 et 1998,.